# Universidade de Pittsburgh

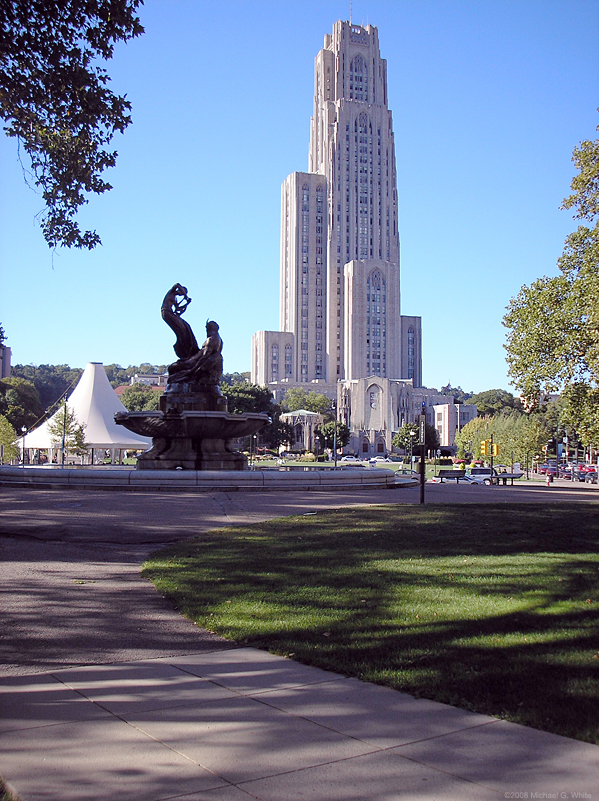
Universidade de Pittsburgh

A Universidade de Pittsburgh (ou de Pitsburgo), comumente citada como Pitt, é uma instituição de ensino superior independente localizada em Pittsburgh, Pensilvânia, Estados Unidos. A universidade é composta por dezessete escolas e faculdades de graduação e pós-graduação em seu campus urbano de Pittsburgh, sede da administração central da universidade e cerca de 28.000 alunos de graduação e pós-graduação. O campus de Pittsburgh de 132 acres inclui vários edifícios históricos que fazem parte do distrito histórico de Schenley Farms, mais notavelmente sua peça central do renascimento gótico de 42 andares, a Catedral da Aprendizagem. Pitt é membro da Associação de Universidades Americanas e está classificado entre "R1: Universidades de Doutorado - Atividade de pesquisa muito alta". É o segundo maior empregador não governamental na área metropolitana de Pittsburgh.